# Anton Salétros
Anton János Jönsson Salétros (Stockholm, 1996. április 12. –) svéd válogatott labdarúgó, az AIK középpályása. Édesapja révén magyar származású.

## Pályafutása

### Klubcsapatokban
Salétros nevelőegyüttese az Enskede IK, de ifjúsági játékosként megfordult a Sandsbro-ben is. 2009 őszén igazolt az AIK Fotboll csapatához, ahol 2011-ben az év tehetségének választották.
2013. augusztus 30-án Salétros három éves szerződést kötött az AIK-kal, első profi szerződését aláírva. 2013. augusztus 6-án debütált a felnőttek között, egy Manchester United elleni 1-1-re végződő felkészülési mérkőzésen, amelyen Ibrahim Moro helyére állt be a 73. percben. 2013. augusztus 31-én a svéd élvonalban is bemutatkozhatott, a Gefle IF ellen 3-0-ra megnyert bajnokin szintén csereként állt be, ezúttal is Moro helyére a 88. percben. 2016 júniusában szerződését 2018 nyaráig meghosszabbították.
A 2015-ös svéd bajnokságban húsz, a 2016-os szezonban pedig tíz bajnokin lépett pályára, majd 2017 augusztusában az Újpest FC vette kölcsön. Salétros fél év alatt összesen hat tétmérkőzésen lépett pályára a lila-fehér csapatban, ezért 2018 januárjában visszatért az AIK-hoz. 2020. február 14-én kölcsönben a norvég Sarpsborg 08 csapatához került.
2023. január 2-án 2025 nyaráig aláírt a francia Caen csapatához. 2023. július 8-án 2026. december 31-ig szóló szerződést kötött az AIK csapatával.

### A válogatottban
2020. január 12-én mutatkozott be a svéd válogatottban egy Koszovó elleni barátságos mérkőzésen.

## Statisztika

### A válogatottban
| Svédország | Svédország | Svédország |
| Év         | Mérk.      | Gólok      |
| ---------- | ---------- | ---------- |
| 2020       | 1          | 0          |
| 2021       | —          | —          |
| 2022       | —          | —          |
| 2023       | —          | —          |
| 2024       | 10         | 0          |
| 2025       | 4          | 1          |
| Összesen   | 15         | 1          |

## Sikerei, díjai
AIK
- Svéd labdarúgó-bajnokság aranyérmes: 2018
- Svéd labdarúgó-bajnokság ezüstérmes: 2016
- Svéd labdarúgó-bajnokság bronzérmes (3): 2014, 2015, 2024

Újpest
- Magyar labdarúgókupa győztes: 2018

Svédország
- U17-es labdarúgó-Európa-bajnokság bronzérmes: 2013
- U17-es labdarúgó-világbajnokság bronzérmes: 2013